# مياه ليثيا

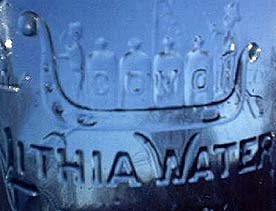
زجاجة مياه ليثيا, 1888

تُعرَّف مياه الليثيا بأنها نوع من المياه المعدنية تتميز بوجود أملاح الليثيوم (مثل كربونات أو كلوريد أو سترات الليثيوم). تعد مياه الينابيع المعدنية الطبيعية في ليثيا نادرة، وهناك عدد قليل من منتجات مياه الليثيا المعبأة تجارياً.
بين ثمانينيات القرن التاسع عشر والحرب العالمية الأولى، كان استهلاك المياه المعدنية المعبأة في ليثيا شائعًا. عُبِّئت إحدى زجاجات مياه الليثيا التي بيعت تجاريًا في الولايات المتحدة في ينابيع الليثيا في جورجيا في عام 1888. خلال هذه الحقبة، كان هناك طلب على مياه الليثيا مما أدى إلى انتشار منتجات مياه الليثيا المعبأة. ومع ذلك، كان هناك عدد قليل فقط من مياه الينابيع الليثية الطبيعية. أضافت معظم ماركات مياه الليثيا المعبأة زجاجات بيكربونات الليثيوم إلى مياه الينابيع وأطلقوا عليها اسم مياه الليثيا. مع بداية الحرب العالمية الأولى وتشكيل وكالة سلامة الأغذية التابعة للحكومة الأمريكية الجديدة، كانت عبوات المياه المعدنية تحت المراقبة. فرضت الوكالة الجديدة غرامات كبيرة على شركات تعبئة المياه المعدنية بسبب سوء التسمية، والتحريف، والغش. تسببت هذه الإجراءات الحكومية والدعاية لها، إلى جانب الأشغال العامة التي جعلت مياه الصنبور النظيفة في المتناول بسهولة، في فقدان الجمهور الأمريكي الثقة والاهتمام بالمياه المعدنية المعبأة.
تحتوي مياه الليثيا على أملاح الليثيوم المختلفة، بما في ذلك سترات الليثيوم. كانت النسخة المبكرة من كوكا كولا المتوفرة في نوافير الصودا في الصيدليات والتي تسمى فحم كوك الليثيا عبارة عن مزيج من شراب كوكا كولا ومياه الليثيا. سُمي المشروب الغازي سفن أب «صودا الليمون» عندما صيغَ في عام 1929 لأنه يحتوي على سترات الليثيوم. كان المشروب دواء مسجل سوّق كعلاج للخمار. أزيلت سترات الليثيوم من سفن أب في عام 1948.

## ماركات بارزة
- مياه ينابيع الليثيا، هي علامة تجارية من مياه الليثيا الطبيعية المعبأة التي يُحصل عليها من ينابيع مياه الليثيا، جورجيا، الولايات المتحدة الأمريكية، منذ عام 1888.
- لندنديري ليثيا، علامة تجارية من مياه الليثيا المعبأة أنتجت خلال أواخر القرن التاسع عشر وأوائل القرن العشرين.
- مياه بافالو ليثيا، علامة تجارية من مياه الليثيا المعبأة التي يُحصل عليها من بوفالو ليثيا سبرينغز، فيرجينيا.
- مياه جيرولشتاينر، هي مياه فوارة طبيعية تحتوي على 0.13 جزء في المليون من الليثيوم في تحليلها جيرولشتاينر برونين.